# No One Cares
No One Cares è un album del crooner statunitense Frank Sinatra, pubblicato nel 1959 dalla Capitol Records.

## Il disco
No One Cares è un po' il seguito di uno dei precedenti album di Sinatra, Where Are You?: riprende i suoi toni pessimestici e melodrammatici. L'arrangiamento è spesso stato trovato, soprattutto dal pianista Bill Miller, molto meno gradevole di quello di Nelson Riddle.
Il brano The One I Love (Belongs To Somebody Else) non fu aggiunto all'album a causa della lunghezza del disco. Venne reintegrata assieme ad altri pezzi nel 1998.
L'arrangiatore di questo album è Gordon Jenkins.
L'album raggiunse la settima posizione nella classifica Billboard 200.

## Tracce

### Lato A
1. When No One Cares – 2:42 - (Cahn, Van Heusen)
2. A Cottage for Sale – 3:16 - (Conley, Robison)
3. Stormy Weather – 3:20 - (Arlen, Koehler)
4. Where Do You Go? – 2:34 - (Sundgaard, Wilder)
5. I Don't Stand a Ghost of a Chance With You – 3:16 - (Crosby, Washington, Young)
6. Here's That Rainy Day – 3:34 - (Burke, Van Heusen)

### Lato B
1. I Can't Get Started – 4:01 - (Duke, Gershwin)
2. Why Try to Change Me Now? – 3:41 - (Coleman, McCarthy)
3. Just Friends – 3:40 - (Klenner, Lewis)
4. I'll Never Smile Again – 3:46 - (Lowe)
5. None But the Lonely Heart - 3:41 - (Westbrook, Tchaikovsky)
6. The One I Love (Belongs to Somebody Else) - 3:05 - (Jones, Kahn)

### Canzoni aggiunte successivamente
1. This Was My Love – 3:27 - (Harbert)
2. I Could Have Told You – 3:18 - (Sigman, Van Heusen)
3. You Forgot All the Words (While I Still Remember the Tune) – 3:20 - (Jay, Wayne)

## Musicisti
- Frank Sinatra - voce;
- Gordon Jenkins - arrangiamenti;
- Bill Miller - pianoforte.